# Apisirahts
Apisirahts (Iipisowaahs, Aapisowoohta, Iipisowaahsa, Aapisowaahs, Ipisoahs, Iipisowaahsi, Ipiso-Waahsa; Morning-Star), Apisirahts je Jutarnja zvijezda Blackfoot Indijanaca, heroj nebeskih Ljudi iznad. On je sin boga sunca Natosija i boginje mjeseca Komorkis. Smrtni sin Jutarnje zvijezdei njegovce žene Feather Woman (Soatsaki), Poia (prema drugim pričama, njegov posvojeni brat) važna je figura u Sunčevom plesu plemena Crnog stopala.